# Inna Rose
Inna Rose (10 april 1958) is een Estisch sportschutter.
In 1992 nam Rose voor Estland deel aan de Olympische zomerspelen van Barcelona op de onderdelen 10 meter luchtpistool en 25 meter sportpistool.